# 芽租乡
芽租乡，是中华人民共和国四川省凉山彝族自治州木里藏族自治县曾经下辖的一个乡。2020年6月，撤销芽租乡，原芽租乡所属行政区域为列瓦镇行政区域。

## 行政区划
芽租乡撤销前下辖以下地区：
热地村、滚子棚村、关门山村和周家坪村。